# عملیات رمضان
عملیات رمضان عملیات تهاجمی گسترده نیروهای مسلح ایران، در خلال جنگ ایران و عراق بود، که به مدت ۱۷ روز، در تابستان ۱۳۶۱ در جنوب عراق، شمال‌شرقی شهر بصره و در منطقه شلمچه انجام شد. این عملیات در ۵ مرحله، به‌طور مشترک توسط سپاه پاسداران انقلاب اسلامی به فرماندهی محسن رضایی و نیروی زمینی ارتش به فرماندهی علی صیاد شیرازی، طراحی و اجرا گردید. عملیات رمضان ۴۵ روز پس از آزادسازی خرمشهر انجام گرفت و در این عملیات نیروهای ایرانی برای نخستین بار اقدام به ورود به خاک عراق نمودند. عملیات رمضان به عنوان یکی از بزرگ‌ترین نبردهای زرهی، پس از جنگ جهانی دوم محسوب می‌شود. در این عملیات از نیروهای ایرانی بیش از ۲۰ هزار نفر کشته یا زخمی شدند و در طرف مقابل، تلفات نیروهای عراقی کمتر از ۸ هزار نفر بود. عملیات رمضان در پایان با شکست نیروهای ایرانی همراه بود.

## پیشینه
در ۳ خرداد ۱۳۶۱ ایران با عملیات بیت‌المقدس خرمشهر را آزاد کرد.

### پیشنهادهای صلح پس از فتح خرمشهر

#### تصمیم صدام برای صلح
از ابتدای جنگ تا آزادی خرمشهر بیش از ۲۰۰۰۰ سرباز عراقی کشته و بیش از ۳۰۰۰۰ اسیر شدند. دو لشکر از چهار لشکر زرهی فعال و حداقل سه لشکر مکانیزه به قدرت کمتر از یک تیپ سقوط کردند. و ایرانی‌ها بیش از ۴۵۰ دستگاه تانک و نفربر زرهی را به اسارت گرفته بودند. نیروی هوایی عراق با از دست دادن ۵۵ هواپیما از زمستان ۱۳۶۰ تنها ۱۰۰ جنگنده داشت. خلبان فراری که میگ ۲۱ خود را در ژوئن ۱۹۸۲ -خرداد ۱۳۶۱ به سوریه رساند، فاش کرد که نیروی هوایی عراق تنها سه اسکادران عملیاتی دارد. نیروی هوانیروز عراق حدود ۷۰ هلیکوپتر داشت. با وجود این، نیروی زمینی هنوز ۳۰۰۰ تانک در اختیار داشت در حالی که ایران ۱۰۰۰ تانک داشت.
صدام معتقد بود که ارتش او بیش از حد تضعیف شده و نمی‌تواند بخش‌های عمده از خاک ایران را حفظ کند، پس نیروهای خود را بیرون کشید و در امتداد مرز با آرایش دفاعی مستقر کرد. و فقط به تصرف مناطق مورد مناقشه اولیه یعنی شط العرب و میمک ادامه داد. صدام در پاسخ به شکست در خرمشهر، دستور اعدام ژنرال‌ها جواد شیتنه و صلاح القاضی و سرهنگ‌ها ماسا و الجلیل را صادر کرد. ده‌ها افسر بلندپایه دیگر نیز اعدام شدند. در ۲۰ ژوئن ۱۹۸۲–۳۰ خرداد ۱۳۶۱، صدام پیشنهاد آتش‌بس فوری و خروج از خاک ایران ظرف دو هفته را داد.

#### قطعنامه سازمان ملل
قطعنامه ۵۱۴ شورای امنیت سازمان ملل متحد در تاریخ ۱۲ جولای ۱۹۸۲ (۲۱ تیر ۱۳۶۱) تصویب شد
1. خواهان آتش‌بس و خاتمهٔ فوری کلیهٔ عملیات‌های نظامی شد؛
2. به علاوه خواهان عقب‌نشینی نیروها به مرزهای شناخته‌شدهٔ بین‌المللی شد
3. تصمیم می‌گیرد گروهی از ناظران سازمان ملل را برای تأیید، تحکیم و نظارت بر آتش‌بس و عقب‌نشینی [نیروها] اعزام دارد و از دبیرکل درخواست می‌کند گزارشی دربارهٔ ترتیبات لازم برای [اجرای] این مقصود را به شورای امنیت تسلیم نماید؛
4. مصراً می‌خواهد که کوشش‌های میانجیگری به گونه‌ای هماهنگ از طریق دبیرکل جهت دستیابی به یک راه حل جامع، عادلانه، شرافتمندانه که قابل قبول از هر دو طرف باشد در مورد کلیه مسائل مهم بر اساس اصول منشور ملل متحد از جمله احترام به حاکمیت، استقلال، تمامیت ارضی و عدم مداخله در امور داخلی کشورها ادامه یابد؛
5. از کلیه کشورهای دیگر درخواست می‌کند از هر گونه اقدامی که ممکن است به ادامه منازعه کمک نماید خودداری کنند و اجرای قطعنامه حاضر را تسهیل نمایند
6. از دبیرکل درخواست می‌کند که اجرای قطعنامه حاضر را ظرف سه ماه به شورا گزارش دهد.

### عکس العمل ایران
رفسنجانی در روزنامه خاطرات خود در ۲۰ خرداد ۱۳۶۱ می‌نویسد: امام با ورود به خاک عراق موافق نیستند … فرماندهان نظامی در حضور ما با امام بحث کردند و ثابت کردند که ادامه جنگ با منع ورود به خاک عراق سازگار نیست ناخدا حمید احمدی می‌گوید (حدود دو هفته پس از آزادی خرمشهر) باتفاق ناخدا بهرام افضلی و سرهنگ هدایت الله حاتمی، به منزل رفسنجانی می‌روند و گزارشی ارایه می‌دهند مبنی بر اینکه اگر وارد خاک عراق بشویم نتیجه طولانی شدن جنگ و عدم پیروزی است. انگیزه ای که نظامیان ایران تا کنون در موضع دفاعی داشته‌اند برعکس می‌شود و عراقی‌ها انگیزه شان بیشتر می‌شود. وی می‌گوید آنها سیاست دیگری داشتند، یعنی سیاست ادامه جنگ برای صدور انقلاب اسلامی. وی معتقد است شخصیت کلیدی در راضی کردن روح‌الله خمینی برای ادامه جنگ خود هاشمی رفسنجانی بوده‌است.
حسینعلی منتظری می‌نویسد: بعد از آزادی خرمشهر نیروها به خصوص ارتش انگیزه کمتری برای ادامه جنگ داشتند چون می‌گفتند "ما تا حالا جنگ کردیم که دشمن را از کشورمان بیرون کنیم ولی حالا اگر بخواهیم در خاک عراق برویم این کشورگشایی است. روی همین اصل هم من همان وقت پیغام دادم که هر کاری می‌خواهید بکنید حالا وقتش است و حمله کردن به عراق درست نیست.
احمد خمینی در مصاحبه ای در سال ۱۳۷۰ گفت: «امام معتقد بودند بهتر است جنگ تمام شود اما مسئولان جنگ گفتند ما باید تا کنار شط العرب برویم تا بتوانیم غرامت خودمان را از عراق بگیریم. امام اصلاً با این کار موافق نبودند و می‌گفتند اگر بناست شما جنگ را ادامه بدهید بدانید اگر این جنگ با وضعی که شما دارید ادامه یابد و شما موفق نشوید، دیگر این جنگ تمام شدنی نیست. ما باید این جنگ را تا نقطه ای خاص ادامه بدهیم و الان که قضیه فتح خرمشهر پیش آمده، بهترین موقع برای پایان جنگ است.»
عبدالحسین مفید معاون اطلاعاتی قرارگاه خاتم الانبیا در زمان جنگ، در گفتگوی سال ۱۳۸۸ با جعفر شیرعلی نیا، مورخ، توضیح می‌دهد که این تصمیم در دو جلسه شورای عالی دفاع در حضور روح‌الله خمینی گرفته شد یکی ۳ روز و دیگری ۱۷ روز بعد از تصرف خرمشهر و فرماندهان نظامی با جمع زدن آمار تلفات و خسارت‌های عراق در عملیات‌ها به نتیجه رسیده بودند که بیش از ۵۰ درصد توان ارتش عراق از بین رفته و یک حمله دیگر می‌تواند ضربه آخر به حکومت نیمه جان صدام باشد.
رفسنجانی در گفتگو با جعفر شیرعلی نیا نویسنده کتاب «روایتی از زندگی و زمانه اکبر هاشمی رفسنجانی» می‌گوید در آن دو جلسه بیشتر نظامی‌ها صحبت کردند و مشخصا، قاسمعلی ظهیرنژاد رئیس وقت ستاد مشترک ارتش و محسن رضایی فرمانده وقت سپاه استدلال‌های خود را در مورد ورود به خاک عراق توضیح دادند. استدلال‌هایی که اکبر هاشمی رفسنجانی و دیگر مسئولان سیاسی نیز با آنها موافق بودند و نهایتاً روح‌الله خمینی را نیز متقاعد کردند.
نیویورک تایمز در اول تیرماه۱۳۶۱ یا ۱۹۸۲/۶/۲۲نوشت: «پس از عقب راندن نیروهای عراقی از خرمشهر، صدام حسین خواستار آتش‌بس فوری میان دو کشور شد. آیت‌الله خمینی این آتش‌بس را رد کرد و چهار شرط برای آتش‌بس قرار داد:۱-آزادسازی قصر شیرین و عقب‌نشینی عراقیها تا مرزهای بین‌المللی ۲-پرداخت غرامت۱۵۰ میلیارد دلاری ۳-بازگشت شیعیان رانده‌شده از عراق ۴-برکناری و محاکمه صدام حسین.»

## آماده‌سازی
در تابستان ۱۳۶۱ عراق از کمبود نیروهای نظامی رنج می‌برد و سازماندهی نیروی زمینی ارتش عراق با متحمل شدن شکست در عملیات‌های فتح‌المبین و بیت‌المقدس، با مشکلاتی مواجه شده بود. صدام حسین در سال‌های پیش از آن، با القا این نظریه که ایران برنامه‌ای برای اشغال گسترده عراق دارد، نیروهای خود را از نظر ذهنی برای مقابله با این اشغال آماده کرده بود. عراقی‌ها نیروهای گسترده‌ای را در کنار مرز ایران، در طول مناطق درگیری مستقر نموده بودند. در اطراف بصره نقشه‌های دقیقی برای ایجاد سنگر کشیده بودند، همچنین میدان‌های مینی را در این منطقه مستقر کرده بودند. یکی از اهداف اصلی فرماندهان ایرانی در عملیات رمضان، از بین بردن سپاه سوم ارتش عراق بود، که در غرب اروند رود استقرار داشت. با توجه به تعداد تانک‌های این لشکر، ایرانی‌ها دسته‌های ویژه آرپی‌جی‌زن را برای از بین بردن لشکرهای زرهی سپاه سوم ارتش عراق، آموزش داده بودند.

## موقعیت منطقه
منطقه اجرای عملیات رمضان، در زمینی مثلث شکل، به وسعت ۱٫۶۰۰ کیلومتر مربع محصور بود، که از شمال به مناطق کوشک و طلائیه و حاشیه جنوبی هورالهویزه به طول ۵۰ کیلومتر، از غرب به شط‌العرب به طول ۸۰ کیلومتر و از شرق به خط مرزی شمالی-جنوبی؛ از کوشک تا شلمچه به طول ۶۰ کیلومتر، منتهی می‌شد. عراق تا قبل از فتح خرمشهر، در منطقه شرق بصره، مواضع مستحکمی نداشت، اما در فرصت یک ماه و نیمه‌ای که به دست آورد، تغییرات مهمی در این منطقه ایجاد کرد. همچنین ارتش عراق کانالی به طول ۳۰ کیلومتر و عرض یک کیلومتر را که مختص پرورش ماهی بود، با پمپاژ حجم زیادی آب و احداث کمین‌ها و سنگرهای تیربار، به عنوان موانعی بازدارنده در مقابل نیروهای مسلح ایران، به سمت بصره آماده کرد. در قسمت جنوبی شلمچه نیز، اقدام به پمپاژ آب نمود تا مانع از عبور نیروهای ایرانی از این محور شود.

## استعداد نیروها

### عراق
سپاه سوم نیروی زمینی عراق با لشکرهای تابعه، مسئولیت پدافند از منطقه‌ای که قرار بود عملیات رمضان در آن انجام شود، را برعهده داشت. لشکرهای تابعه سپاه سوم ارتش عراق و تیپ‌های زیرمجموعه آن‌ها در عملیات رمضان:
- لشکر ۶ زرهی: تیپ ۲۵ مکانیزه، تیپ‌های ۱۶ و ۳۰ زرهی.
- لشکر ۵ مکانیزه: تیپ‌های ۱۵ و ۲۰ مکانیزه، تیپ‌های ۲۶ و ۵۵ زرهی.
- لشکر ۹ زرهی: تیپ‌های ۳۵ و ۴۳ زرهی، تیپ ۱۴ مکانیزه.
- لشکر ۳ زرهی: تیپ‌های ۶ و ۱۲ زرهی، تیپ ۸ مکانیزه.
- لشکر ۱۱ پیاده: تیپ‌های ۴۷، ۴۸ و ۴۹ پیاده.
- لشکر ۱۵ پیاده.

در مراحل اول، دوم و سوم عملیات رمضان، لشکر ۳ زرهی، لشکر ۹ زرهی و تیپ ۱۰ زرهی، متحمل خساراتی شدند و جهت بازسازی و بازرسی، از منطقه عملیات خارج و یگان‌های دیگری از منطقه غرب جایگزین آنها گردید. لشکرهایی که از منطقه غرب به منطقه جنوب اعزام شدند:
- لشکر ۱۲ زرهی: تیپ‌های ۳۷ و ۵۰ زرهی، تیپ ۴۶ مکانیزه.
- لشکر ۸ پیاده: تیپ‌های ۲۲، ۲۳ و ۲۸ پیاده.
- لشکر ۴ پیاده: تیپ‌های ۵، ۱۸ و ۲۹ پیاده.
- لشکر ۲ پیاده کوهستانی: تیپ‌های ۲ و ۴ پیاده.
- لشکر ۱۰ زرهی: تیپ‌های ۱۷ و ۴۲ زرهی.[۳۲]

### ایران
قرارگاه مرکزی کربلا با ۴ قرارگاه فرعی، هدایت عملیات رمضان را برعهده داشت و هر قرارگاه فرعی توسط ۲ فرمانده، به‌صورت مشترک از سپاه پاسداران و نیروی زمینی ارتش هدایت می‌شد. تیپ‌های سپاه پاسداران و لشکرهای ارتش، ذیل این ۴ قرارگاه سازماندهی شده بودند، همچنین لشکر ۳۰ زرهی سپاه و ۹ گردان از توپخانه ارتش نیز وظیفه پشتیبانی از این قرارگاه‌ها را برعهده داشتند:
- قرارگاه قدس:
  - ارتش: لشکر ۱۶ زرهی و تیپ ۴۰ پیاده سراب.
  - سپاه: تیپ ۴۱ ثارالله (۶ گردان) و تیپ ۳ بعثت (۳ گردان).
- قرارگاه فتح:
  - ارتش: لشکر ۹۲ زرهی.
  - سپاه: تیپ ۱۴ امام‌حسین (۱۸ گردان) و تیپ ۲۵ کربلا (۱۷ گردان) و تیپ ۱۷ علی‌ابن‌ابیطالب (۱۳ گردان).
- قرارگاه نصر:
  - ارتش: لشکر ۲۱ پیاده.
  - سپاه: تیپ ۷ ولی‌عصر، تیپ ۸ نجف، تیپ ۲۱ امام‌رضا و تیپ ۳۱ عاشورا.
- قرارگاه فجر:
  - ارتش: لشکر ۷۷ پیاده.
  - سپاه: تیپ ۳۳ المهدی، تیپ ۳۵ امام‌سجاد و تیپ ۱۸ جوادالائمه.[۳۳]

## نبرد
عملیات رمضان در ۵ مرحله طراحی و اجرا گردید. این عملیات در زمینی به وسعت حدود ۱٫۵۰۰ کیلومتر مربع، با هدف تصرف شهر بصره انجام شد، ولی در نهایت اهداف از پیش تعیین شده آن، محقق نگردید. در این نبرد ۳ موج جداگانه از سپاهیان داوطلب، در زمینی مسطح به سوی بصره حرکت کردند. در مرحله سوم این عملیات بیش از ۵۰۰ دستگاه تانک و ۲۰۰ دستگاه نفربر از تیپ ۱۰ زرهی ارتش عراق منهدم شد و در مجموع ۸٫۷۱۵ نفر از نیروهای ارتش عراق کشته، زخمی یا توسط نیروهای ایرانی اسیر شدند. این عملیات از این نظر دارای اهمیت است، که نیروهای ایرانی برای اولین بار از آغاز جنگ، به صورت گسترده وارد خاک عراق شدند.

### مرحله اول
مرحله نخست عملیات رمضان در تاریخ ۲۲ تیر ۱۳۶۱ با نیرویی متشکل از ۵ تیپ از قرارگاه فتح، ۲ تیپ از قرارگاه فجر و یک تیپ از قرارگاه قدس آغاز شد. در ساعت اولیه، قرارگاه فتح موفق شد به هدف‌های از پیش تعیین شده، تا منطقه بالای کانال پرورش ماهی دست یابد، اما صبح روز بعد به دلیل متوقف شدن قرارگاه‌های فجر و قدس در خطوط اولیه نبرد و نیز دور خوردن تعدادی از یگان‌های زیرمجموعه قرارگاه فتح، در پی اجرای پاتک توسط ارتش عراق، فرماندهی قرارگاه مرکزی کربلا به کلیه نیروهای عمل‌کننده دستور عقب‌نشینی داد.

### مرحله دوم
این مرحله از عملیات در ساعت تاریخ ۲۶ تیر ۱۳۶۱ آغاز شد. در این مرحله ۲ تیپ از قرارگاه فتح و ۲ تیپ از قرارگاه نصر در عملیات شرکت داشتند. قرارگاه فتح که در محور پایین عمل می‌کرد، موفق شد به منطقه حاشیه کانال، که محل احداث پل‌های روی کانال پرورش ماهی بود، برسد. در این میان قرارگاه نصر در انجام مأموریت خود ناکام ماند و در نهایت قرارگاه کربلا جهت پیشگیری از تلفات بیشتر، فرمان عقب‌نشینی تمامی نیروها را صادر کرد.

### مرحله سوم
این مرحله که تنها برای انهدام نیروهای عراقی طراحی شده بود، با ۵ تیپ از قرارگاه فتح در تاریخ ۲۶ تیر ماه ۱۳۶۱ آغاز شد و به دلیل عدم تأمین مناسب خاکریزهای شرقی و غربی، در ساعت ۳ بامداد روز بعد، با عقب‌نشینی نیروها، بپایان رسید.

### مرحله چهارم
این مرحله در تاریخ ۲ مرداد ۱۳۶۱ با استعداد ۲ تیپ از قرارگاه نصر، با هدف باز کردن یک معبر جهت رسیدن نیروهای عمل‌کننده به بصره آغاز شد، که به دلیل ضعف در نفوذ نیروها از محور شلمچه، به‌سرعت فرمان عقب‌نشینی صادر گردید.

### مرحله پنجم
آخرین مرحله از عملیات رمضان در تاریخ ۶ مرداد ۱۳۶۱ با استعداد ۴ تیپ از قرارگاه فتح، جهت تصرف ۳ موضع مثلث‌شکل اول و احداث خاکریز شرقی-غربی از خط دژ مرزی تا مثلث سوم، آغاز شد. در ابتدای عملیات نیروهای ایرانی برای اعلام مکان خود استناد رسمی نداشتند و دلیل آن اتصال خاک‌ریز احداثی به بالای مثلث چهارم، به جای مثلث سوم بود، که این اشتباه به عدم الحاق تیپ‌های عمل‌کننده در مرحله پنجم منجر گردید و نیروهای عراقی با رخنه از مثلث سوم از پشت، جناحین و مقابل به نیروهای ایرانی نفوذ کردند و تلفات زیادی را به ایرانی‌ها وارد نمودند. به همین دلیل جهت جلوگیری از تلفات بیشتر، فرمان عقب‌نشینی در ساعت ۳ بامداد ۸ مرداد ۱۳۶۱ از سوی قرارگاه مرکزی کربلا صادر شد و عملیات رمضان بپایان رسید.

## دلایل عدم تحقق اهداف عملیات
صیاد شیرازی در این مورد می‌گوید:
در این عملیات ما نوع رخنه‌ای را در نظر گرفته بودیم؛ یعنی گفتیم به جای تلاش در یک جبهه عریض بیاییم فشار را از یک جا بیاوریم و عمق را بیشتر کنیم. جاهای دیگر فقط مقاومت کنند یا تظاهر به تک کنند. در عوض، از نیروهای عمده‌مان در این محور استفاده کنیم، برویم جلو و در خط دشمن رخنه کنیم. بچه‌ها در حالت روحی خاصی بودند. زیر بار نمی‌رفتند که مثلاً در شب اول حمله نکنند و بمانند در شبهای بعدی عبور از خط کنند و نیروی پشتیبان باشند. بچه‌های سپاه حالتی داشتند که مایل نبودند جزو نیروی احتیاط باشند. این حالتها موجب شد که طرحهای ما را توی قرارگاه به زانو درآوردند. در ابتدا دو رخنه در نظر گرفته بودیم. این دو تا شد سه‌تا. سه‌تا شد چهار تا. تا رسید به هشت تا؛ یعنی از شکل رخنه‌ای درآمد و تبدیل شد به جبهه‌ای. جبهه‌ای هم‌معنی‌اش این بود که در همه جا ممکن بود پرتوان حمله کنیم ولی چون عمق نداشت، همان یگانی که حمله می‌کرد تا آخر نمی‌توانست برود جلو. فوقش خط اول را از بین می‌برد و یک رخنه کوچک ایجاد می‌کرد.